# ひろがるスカイ!プリキュアLIVE2023 Hero Girls Live 〜Max!Splash!GoGo!〜
『ひろがるスカイ！プリキュアLIVE2023 Hero Girls Live 〜Max!Splash!GoGo!〜』（ひろがるスカイ！プリキュアライブ2023 ヒーローガールズライブ 〜マックス！スプラッシュ！ゴーゴー！〜）は、2023年10月21日に横浜国際平和会議場（パシフィコ横浜）国立大ホールで開催された、アニメ『ひろがるスカイ!プリキュア』のコンサート、およびその模様を収録し2024年2月6日にマーベラスよりBlu-rayで発売されたライブ・ビデオ。

## 背景
テレビアニメ『ひろがるスカイ!プリキュア』の主題歌歌手と出演声優によるコンサートで、作品公式ライブとしては2023年2月18日・19日開催の『デリシャスパーティ♡プリキュア 感謝祭』に続く通算11回目の開催、横浜国際平和会議場（パシフィコ横浜）国立大ホールでの開催は2021年9月25日に行われた『トロピカル〜ジュ!プリキュアLIVE2021 Viva!トロピカSUMMER!LIVE』（以下『トロプリライブ』）以来2年ぶりとなる。
今回のライブは『トロプリライブ』同様の、ひろがる青空公演（開場：12時／開演：13時）とときめく夕空公演（開場：17時／開演：18時）の昼夜2部開催となり、あわせて今回もオンラインによるライブ生配信・アーカイブ配信も実施、『uP!!!』と『TELASA』を配信プラットフォームとして使用した。また、今回のライブでは新型コロナウイルス感染症対策に伴う各種制限が緩和されたことにともない、作品公式イベントとしては2020年2月に開催された『スター☆トゥインクルプリキュア 感謝祭』以来3年8ヶ月ぶりに声出しが解禁される形でのライブ開催が実施された。
今回のライブは『ひろがるスカイ！プリキュア』および2023年9月公開の『映画 プリキュアオールスターズF』の楽曲を中心に据えつつ、シリーズ20周年を記念し歴代作品の楽曲、2023年10月より放送されている『キボウノチカラ〜オトナプリキュア'23〜』の楽曲をも扱った構成となった。このこともあり、『ひろがるスカイ』の出演声優・主題歌歌手・アルバム参加歌手だけでなく、歴代歌手枠として『キボウノチカラ』の主題歌も担当するキュア・カルテットの4人も出演した。

## リリース
『トロプリライブ』『デリシャスパーティ♡プリキュアLIVE2022 Cheers!Delicious LIVE Party♡』（以下デパプリライブ）に続く形で、スペシャルCD付指定席券を購入した観客限定で、ボーカルアルバム『FLY TOGETHER!!!!!』に収録されているイメージソング「Daybreak song」の参加歌手それぞれのソロバージョンとキャラクターソングのメドレーアレンジバージョンを収録したスペシャルCDが特典として配布された。
ライブBDは1枚組パッケージにもどり、本編として「ときめく夕空公演」の全編と、映像特典として「ひろがる青空公演」での一部変更楽曲とライブMCで構成されたダイジェスト映像を収録。封入特典としてライブの場面写真を収録したフォトブックレットが付属されている。また通常版に加えて、オープニングテーマ「ひろがるスカイ！プリキュア〜Hero Girls〜」を収録したオルゴールが付属する特典版も発売された。

## 出演者
- 関根明良
- 加隈亜衣
- 村瀬歩
- 七瀬彩夏
- 古賀葵
- 石井あみ
- 吉武千颯
- Machico
- 北川理恵
- 五條真由美
- うちやえゆか
- 工藤真由
- 宮本佳那子

## セットリスト
セットリスト出典：。歌手名は昼夜同一の楽曲についてはときめく夕空公演では記述を省略。楽曲の解説は各収録作品を参照のこと。

### 第1部 ひろがる青空公演
1. ひろがるスカイ!プリキュア 〜Hero Girls〜（関根明良、加隈亜衣、村瀬歩、七瀬彩夏、古賀葵、石井あみ、吉武千颯、Machico、北川理恵）
2. 全力ヒーローガール！（関根明良）
3. わたしリフレクション（加隈亜衣）
4. 空虹ダイアリー（関根明良、加隈亜衣）
5. 風読みバード （村瀬歩）
6. あたたかいあたりまえ（七瀬彩夏）
7. 未来コネクト（村瀬歩、七瀬彩夏）
8. おんなじ、だいじ（古賀葵）
9. Try Try Try（石井あみ、吉武千颯、Machico、北川理恵）
10. 雫のプリキュア（五條真由美、うちやえゆか、工藤真由、宮本佳那子）
11. プリキュア5、スマイル go go！（工藤真由）[注 3]
12. ガンバランス de ダンス 〜夢見る奇跡たち〜（宮本佳那子）[注 3]
13. まかせて★スプラッシュ☆スター★（うちやえゆか）
14. DANZEN!ふたりはプリキュア (Ver. Max Heart)（五條真由美、うちやえゆか、工藤真由、宮本佳那子）
15. プリキュアモードにSWITCH ON！（五條真由美、うちやえゆか、工藤真由、宮本佳那子）
16. Cheers！デリシャスパーティ♡プリキュア（Machico）[注 3]
17. キラリ☆彡スター☆トゥインクルプリキュア（北川理恵）[注 3]
18. あこがれ Go My Way!!（吉武千颯、北川理恵）[注 3]
19. ワンダービート（吉武千颯）
20. For “F”（石井あみ、Machico）
21. All for one Forever（吉武千颯、Machico、北川理恵、宮本佳那子）
22. Circle Love〜サクラ〜（石井あみ、吉武千颯、Machico、北川理恵、五條真由美、うちやえゆか、工藤真由、宮本佳那子）
23. キラキラKawaii! プリキュア大集合♪ 〜よろこびの音〜（石井あみ、吉武千颯、Machico、北川理恵、五條真由美、うちやえゆか、工藤真由、宮本佳那子）
24. CLAP!〜勇気を鳴らせ〜（吉武千颯、Machico、北川理恵）
25. Daybreak Song（石井あみ、吉武千颯、Machico、北川理恵）
26. FLY TOGETHER!!!!!（関根明良、加隈亜衣、村瀬歩、七瀬彩夏、古賀葵）
27. シェアして！プリキュア（石井あみ、吉武千颯、Machico、北川理恵、五條真由美、うちやえゆか、工藤真由、宮本佳那子）
28. Dear Shine Sky（出演者全員）
29. アンコール：ヒロガリズム（出演者全員）

### 第2部 ときめく夕空公演
1. ひろがるスカイ！プリキュア 〜Hero Girls〜
2. 全力ヒーローガール！
3. わたしリフレクション
4. 空虹ダイアリー
5. 風読みバード
6. あたたかいあたりまえ
7. 未来コネクト
8. おんなじ、だいじ
9. Try Try Try
10. 雫のプリキュア
11. プリキュア5、フル・スロットル GO GO!（工藤真由）[注 3]
12. キラキラしちゃって My True Love!（宮本佳那子）[注 3]
13. まかせて★スプラッシュ☆スター★
14. DANZEN!ふたりはプリキュア (Ver. Max Heart)
15. プリキュアモードにSWITCH ON！
16. ヒーリングっど♥プリキュア Touch!!（北川理恵）[注 3]
17. Viva! Spark!トロピカル〜ジュ!プリキュア（Machico）[注 3]
18. DELICIOUS HAPPY DAYS♪（吉武千颯）[注 3]
19. ワンダービート
20. For “F”
21. All for one Forever
22. リワインドメモリー（石井あみ、吉武千颯、Machico、北川理恵、五條真由美、うちやえゆか、工藤真由、宮本佳那子）
23. キラキラKawaii! プリキュア大集合♪ 〜よろこびの音〜
24. CLAP!〜勇気を鳴らせ〜
25. Daybreak Song
26. FLY TOGETHER!!!!!
27. シェアして！プリキュア
28. Dear Shine Sky
29. アンコール：ヒロガリズム

## 関連イベント
前年の『デパプリライブ』に続く形で、2023年9月12日から26日までの期間に、タワーレコード渋谷店の2階催事スペースにて、本ライブの開催を記念し「プリキュアライブ衣装展」を開催した。今回は『デパプリライブ』に出演した歴代主題歌歌手の衣装を展示したほか、本ライブの一部限定グッズを数量限定で先行販売、『プリキュアシンガーズ Premium LIVE HOUSE Circuit!』の一部限定グッズも数量限定で販売した。また、期間中の9月18日には、「『ひろがるスカイ！プリキュア』後期主題歌シングル」と「『映画 プリキュアオールスターズF』テーマソングシングル」の発売を記念して当該商品購入者を対象に吉武千颯によるサイン・特典お渡し会も実施された。
このほか、本イベントの会場となる国立大ホールに隣接するパシフィコ横浜ノースでは『全プリキュア展 〜20th Anniversary Memories〜』を2023年12月28日から2024年1月9日に開催したほか、イベント会場の所在地となる横浜市は東映アニメーション及び東映エージエンシーと連携協定を締結し、映画公開及びプリキュアシリーズ20周年に伴う同市のにぎわい創出施策も実施された。こうしたイベントの詳細はプリキュアシリーズ#展示・アトラクションなどのイベントや映画 プリキュアオールスターズF#横浜市とのタイアップを参照のこと。

## 関連番組
ちはやお姉さんの見たい！聴きたい！伝えたい！
開催前週の2023年10月13日にマーベラス音楽映像公式YouTubeチャンネルで、本ライブの直前SP生配信を実施、本ライブのチケットや特典、生配信、グッズ、エポスカード会員特典・入会キャンペーンなどの情報を伝えた。